# تیم ملی بسکتبال مردان هائیتی
تیم ملی بسکتبال هائیتی نماینده هائیتی در مسابقات بین‌المللی است.